# كونشا بيكر
ماريا دي لا كونسيبسيون بيكر لوبيز (بالإسبانية: Concha Piquer) (8 ديسمبر 1908 - 12 ديسمبر 1990)، مغنية وممثلة إسبانية. اشتهرت بعملها في شكل copla، وأدت تفسيراتها الخاصة لبعض المقطوعات الأساسية في تقليد الأغنية الإسبانية، ومعظمها من أعمال الثلاثي المؤلف من الملحنين الثلاثة في منتصف القرن العشرين Quintero León y Quiroga.

## فيلموغرافيا مختارة
- من بعيد إشبيلية
- أقبية النبيذ (1930)

## روابط خارجية
- كونشا بيكر في قاعدة بيانات الأفلام على الإنترنت
- كونشا بيكر على موقع فايند أغريف